# رزق‌آباد (بیرجند)
رزق‌آباد یک منطقهٔ مسکونی در ایران است که در دهستان فشارود واقع شده‌است. براساس سرشماری مرکز آمار ایران در سال ۱۳۹۵، این روستا کمتر از سه خانوار جمعیت داشته‌است.